# Universitäre Psychiatrische Kliniken Basel
Die Universitäre Psychiatrische Kliniken (UPK) Basel sind eine Anstalt des öffentlichen Rechts, die in Zusammenarbeit mit der Universität Basel mehrere psychiatrische Kliniken betreibt. Zu ihnen zählen die Klinik für Erwachsene, die Klinik für Kinder und Jugendliche, die Klinik für Forensik sowie eine Privatklinik.

## Geschichte
Nach einem Beschluss des Grossen Rates des Kantons Basel-Stadt von 1882 wurde 1886 die «Irrenanstalt Friedmatt» auf einem weitläufigen Gelände ausserhalb der Stadt mit 214 Betten eröffnet. 1899 erfolgte eine Namensänderung in «Kantonale Heil- und Pflegeanstalt Friedmatt». 1954 wurden die Mauern um das Gelände abgerissen. In den 1960er Jahren wurde der Name in «Psychiatrische Universitätsklinik» (PUK) geändert.

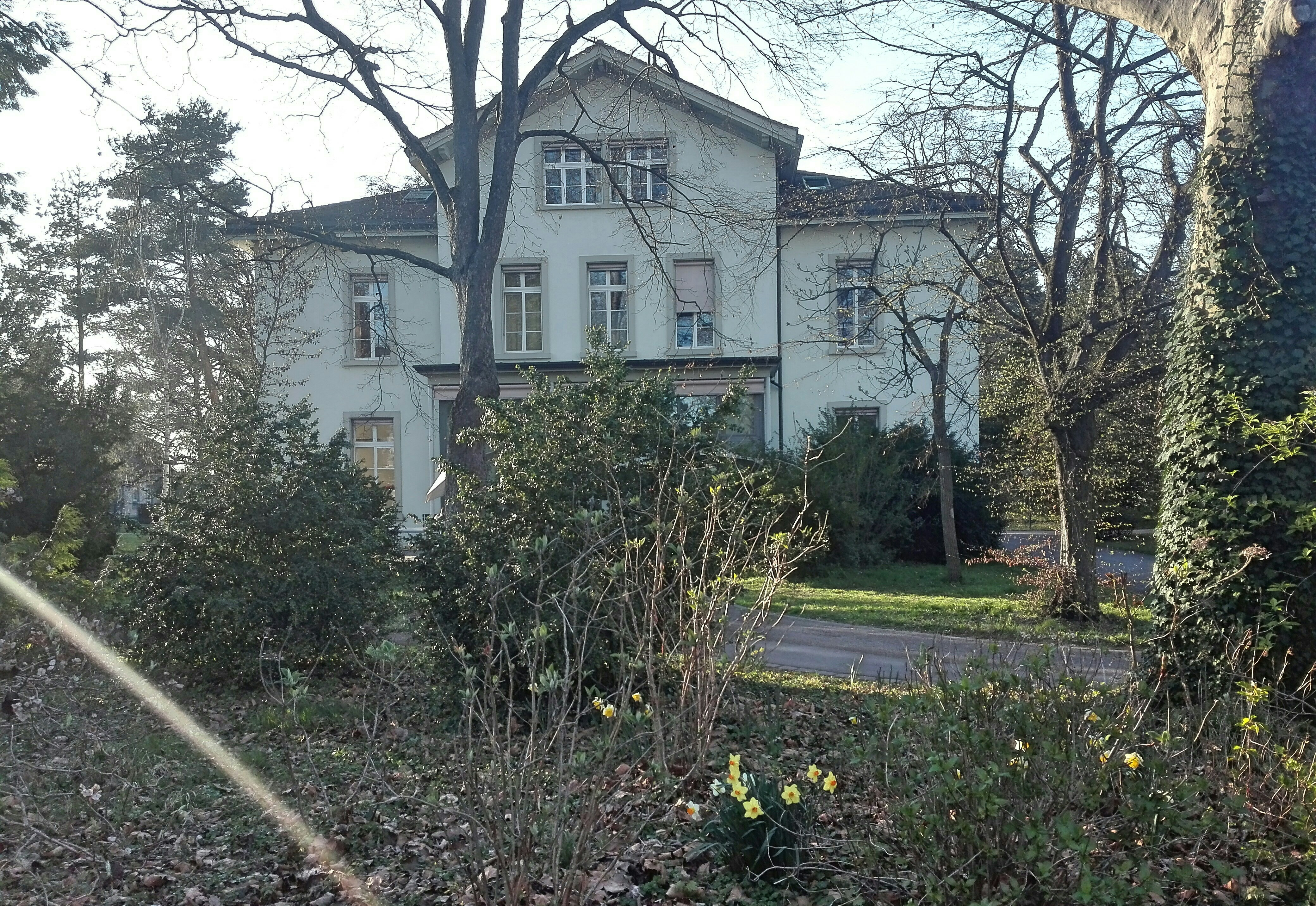

Bereits 1923 wurde als ambulante Institution im Stadtzentrum die «Psychiatrische Universitätspoliklinik» eröffnet. Diese gehörte administrativ bis 1977 zur Friedmatt, wurde dann der Leitung des Kantonsspitals Basel unterstellt.
2005 wurden die Kinder- und Jugendpsychiatrische Universitätsklinik (KJUP) und die Psychiatrische Universitätsklinik (PUK) unter dem Namen Universitäre Psychiatrische Kliniken (UPK) Basel organisatorisch zusammengeführt, 2010 wurde die Poliklinik eingegliedert. 2012 erfolgte die Umwandlung in die jetzige Rechtsform.

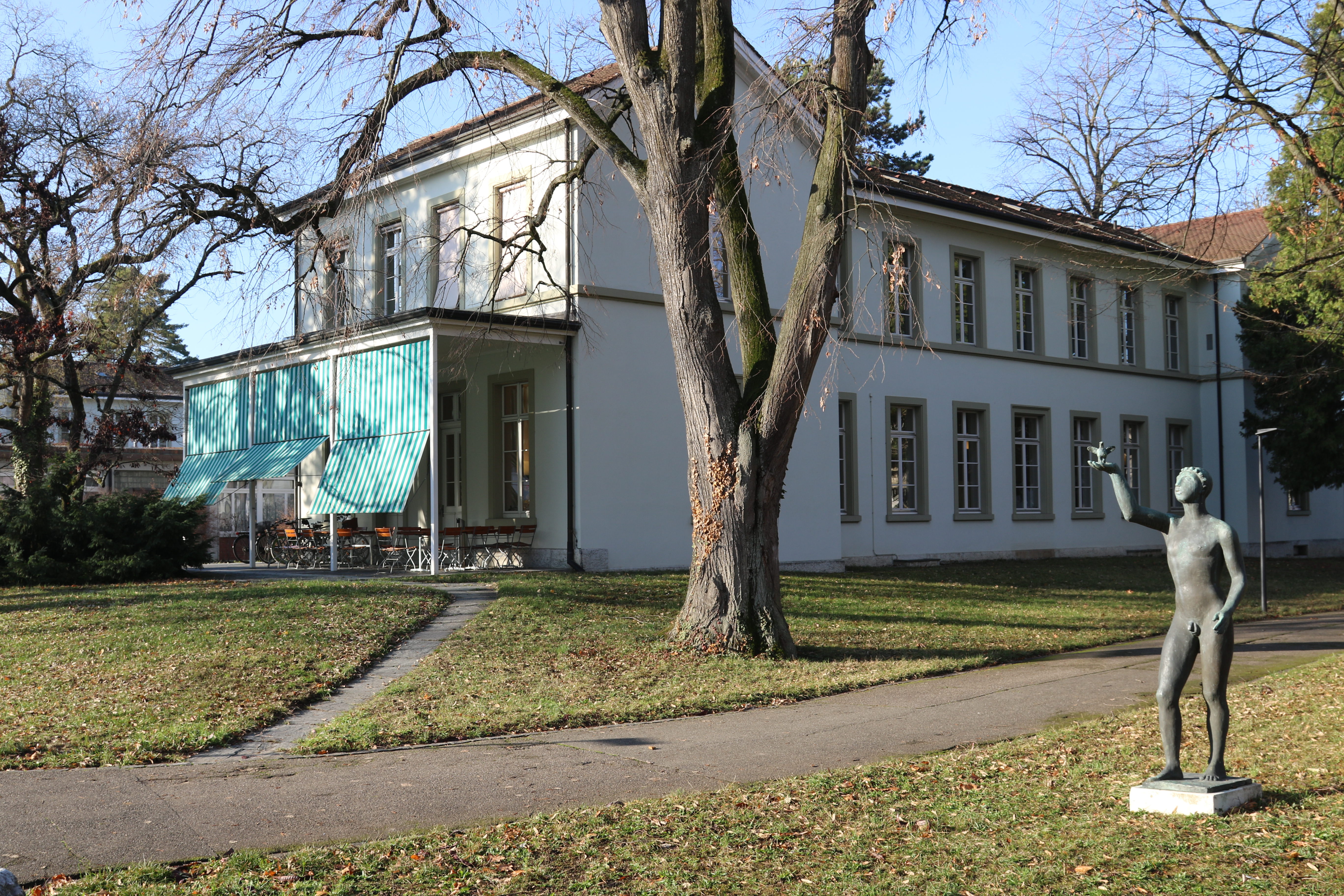

2013 führen die UPK Basel das Konzept der Offenen Türen ein – die sogenannte «Open door policy». Im gleichen Jahr wurde das Gesundheitszentrum Psychiatrie an der Kornhausgasse als ambulantes, niederschwelliges Angebot der UPK in der Basler Innenstadt eröffnet. 2017 zog die Poliklinik der Kinder- und Jugendpsychiatrischen Klinik in dasselbe Gebäude.
1953 wurden an der Klinik umfangreiche Forschungen zum ersten Neuroleptikum Chlorpromazin durchgeführt.

## Heutige Struktur

### Klinik für Erwachsene (UPKE)
Die Klinik für Erwachsene verfügt über ambulante und stationäre Angebote. Sie unterteilt sich in mehrere Zentren, die jeweils auf einzelne Erkrankungen und individuelle Therapieangebote spezialisiert sind. Hierzu zählen:
- Zentrum für Diagnostik und Krisenintervention
- Zentrum für Psychotische Erkrankungen
- Zentrum für Psychosomatik und Psychotherapie
- Zentrum für Abhängigkeitserkrankungen
- Zentrum für Affektive-, Stress- und Schlafstörungen
- Zentrum für Alterspsychiatrie

Zudem betreibt die Klinik das Gesundheitszentrum Psychiatrie mit seiner Walk-In Ambulanz mitten in Basel als ambulantes, niederschwelliges Angebot.
2018 eröffnete die Klinik das schweizweit erste stationäre Angebot für Verhaltenssüchte. Hier werden seither Erkrankungen wie Glücksspiel-, Shopping-, Sex-, Gaming- und Internetsucht behandelt.

### Klinik für Kinder und Jugendliche (UPKKJ)
Die Klinik für Kinder und Jugendliche verfügt über ambulante und stationäre Angebote, die das gesamte Spektrum der kinder- und jugendpsychiatrischen Krankheitsbilder abdecken. Spezialisierungen in Form der Fachstellen für Autismus und für Familienrecht sowie ein schulisches Angebot ergänzen das Portfolio.
Die Poliklinik an der Kornhausgasse dient zusätzlich als ambulante Anlaufstelle inmitten der Basler Innenstadt.

### Klinik für Forensik (UPKF)
Die Klinik für Forensik bietet Hilfe für Personen, die wegen ihrer psychischen Beeinträchtigung mit dem Gesetz in Konflikt geraten sind. Ihr Angebot umfasst Erwachsenen- und Jugendforensik und unterteilt sich in mehrere Bereiche mit eigenen Spezialisierungen.
Neben dem stationären Massnahmenvollzug verfügt die Klinik über eine Reihe ambulanter Dienstleistungen innerhalb und ausserhalb des Vollzuges. Eine Besonderheit der Klinik ist die 2011 eröffnete, erste stationäre jugendforensische Abteilung der Schweiz.

### Privatklinik (UPKP)
Die Privatklinik deckt das gesamte Spektrum der Psychiatrie und Psychosomatik ab. Sie ist in zwei restaurierten Villen aus den 1880er-Jahren untergebracht, die sich in die Parkanlagen der UPK Basel einfügen. Teilprivat- und Privatversicherte werden dort psychiatrisch, psychodiagnostisch, neurologisch und somatisch betreut.

## Direktoren
- 1886–1904: Ludwig Wille
- 1904–1925: Gustav Wolff
- 1925–1928: Ernst Rüdin
- 1929–1959: John E. Staehelin
- 1959–1985: Paul Kielholz

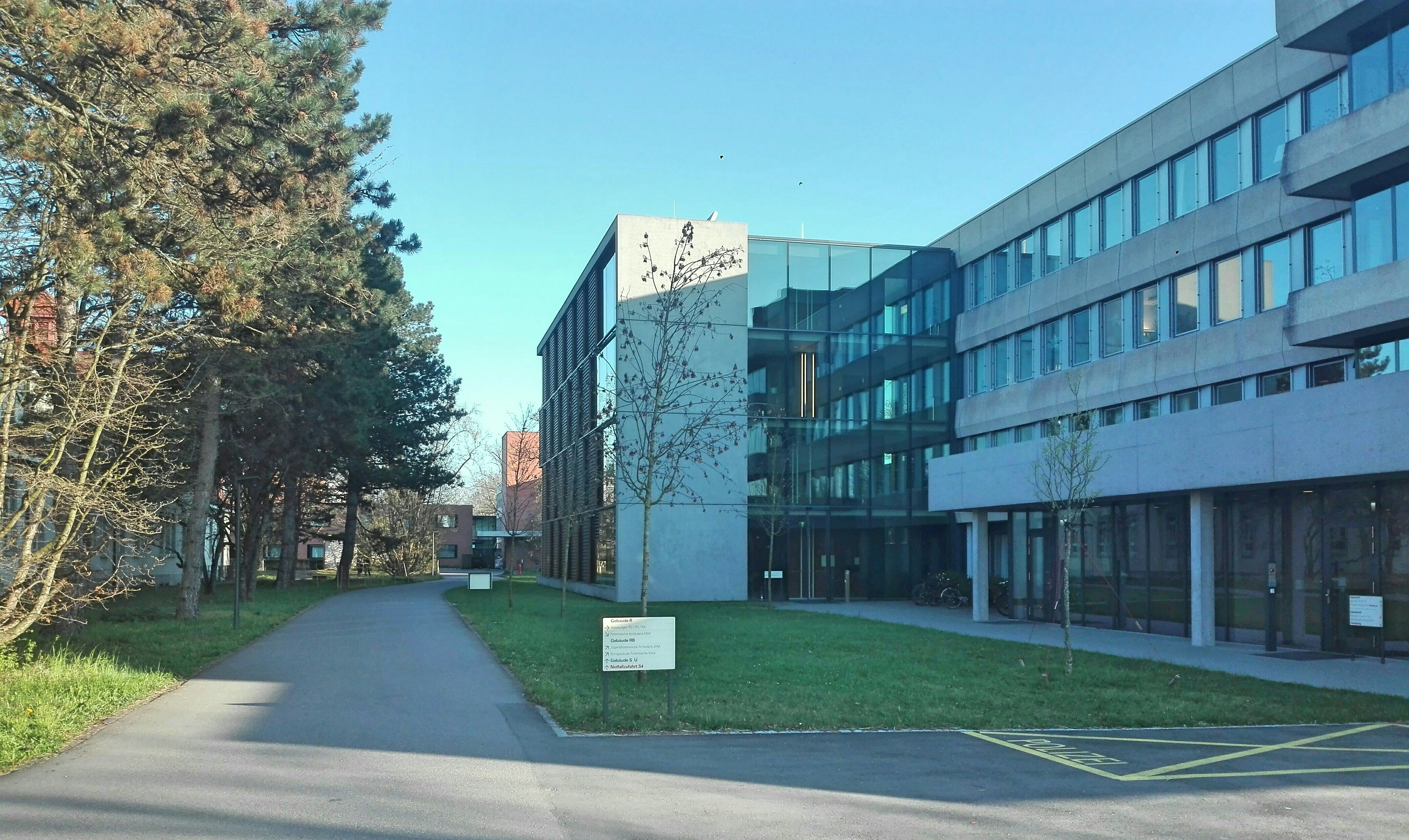

- 1985–1994: Walter Pöldinger (ärztlicher Direktor)
- 1994–2009: Franz Müller-Spahn (ärztlicher Direktor)
- 2007–2012: Gerhard Ebner (CEO)
- 2012–2014: Rita Anton (CEO)
- 2015–2020: Anne Lévy (CEO)
- 2020–2021: Konrad Widmer (CEO a. i.)
- Seit 2021: Michael Rolaz

## Leiter (Poliklinik)

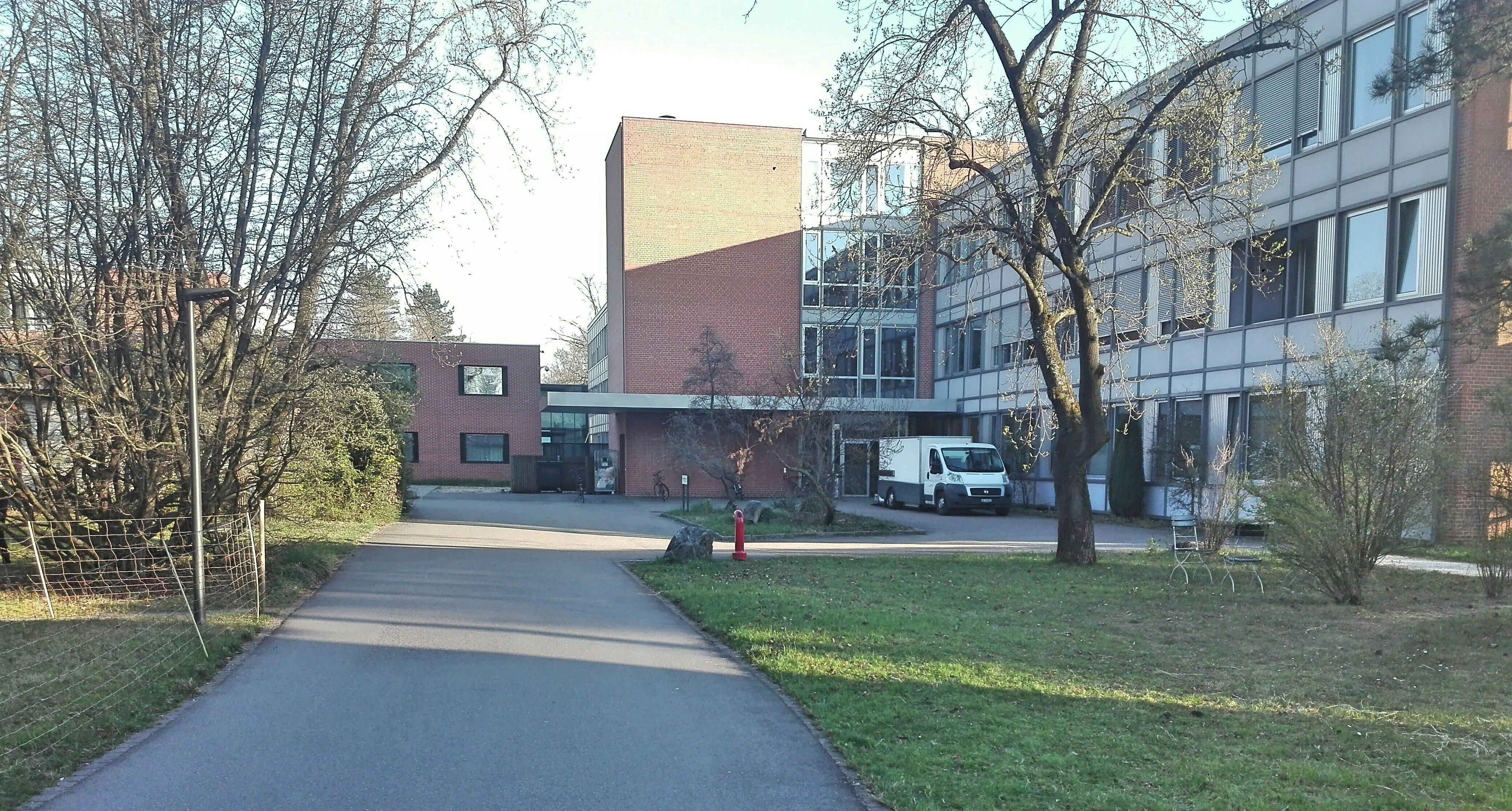

- 1923–1926 Jakob Klaesi
- 1926–1932 Georg Stutz
- 1932–1942 Hans Binder
- 1942–1945 Fred Singeisen
- 1945–1955 Carl Haffter
- 1960–1967 Jacopo Janner
- 1968–1997 Raymond Battegay
- seit 1998 Anita Riecher-Rössler

## Bekannte Patienten der Friedmatt
- Emilie Kempin-Spyri (1853–1901, hier verstorben), erste Schweizer promovierte und habilitierte Juristin, Frauenrechtlerin